# Vetro di carnevale
Il vetro di carnevale è un vetro modellato o pressato a cui è stato applicato sulla superficie uno strato iridescente.

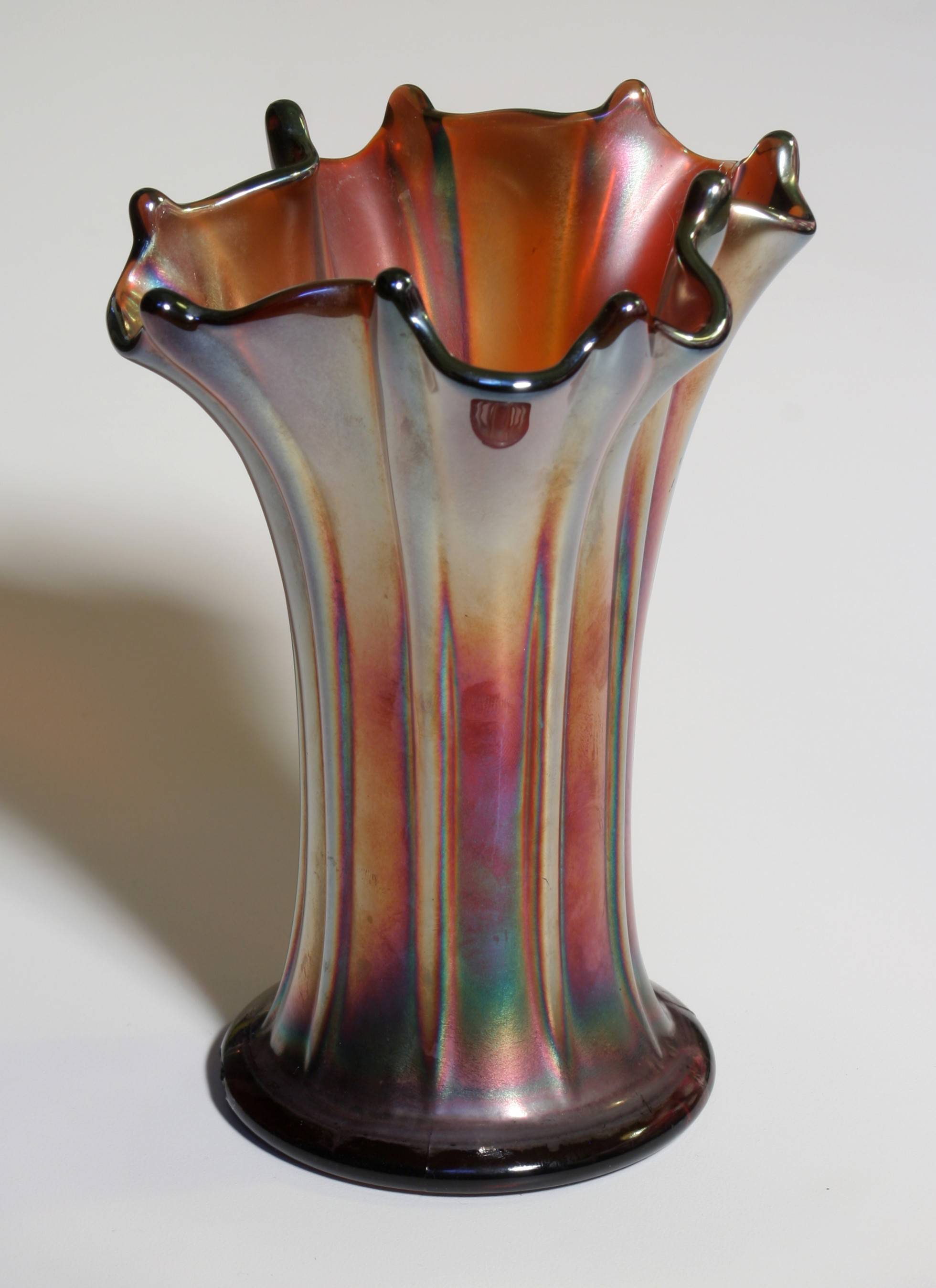
Un vaso in vetro di carnevale.

La chiave del suo fascino era che assomigliava superficialmente al vetro iridescente soffiato molto più fine e molto più costoso di Tiffany, Loetz e altri, e anche che l'allegra finitura brillante catturava la luce anche negli angoli bui della casa.
Oggetti sia funzionali che ornamentali, sono stati prodotti nella finitura carnevalesca e i modelli variavano da stili semplici a stili geometrici. È stata utilizzata un'ampia gamma di colori e combinazioni di colori, ma i colori più comuni hanno rappresentato una grande proporzione della produzione, quindi i colori più rari possono oggi imporre prezzi molto alti sul mercato dei collezionisti.
Il vetro di carnevale è stato conosciuto con molti altri nomi in passato: vetro aurora, vetro droga, vetro arcobaleno, vetro taffetà e sprezzantemente come "Tiffany dei poveri". Il suo nome attuale è stato adottato dai collezionisti negli anni '50 dal fatto che a volte veniva dato come premio a carnevali, feste e fiere. Tuttavia, ciò può essere fuorviante poiché le persone tendono a pensare che tutto sia stato distribuito in questo modo, ma l'evidenza suggerisce che la stragrande maggioranza è stata acquistata da un capofamiglia per rallegrare la propria casa in un momento in cui solo il benestanti potevano permettersi un'illuminazione elettrica brillante.
Alcuni vetri di carnevale vengono prodotti ancora oggi anche se in quantità molto ridotte. Al culmine della sua popolarità negli anni '20, furono prodotti enormi quantità e i prezzi erano abbastanza bassi da poterselo permettere anche persone non propriamente benestante.
A partire dall'inizio del XX secolo, il vetro di carnevale è stato infine prodotto in tutti i continenti tranne l'Africa e l'Antartide, ma in gran parte e inizialmente negli Stati Uniti. Tutti i principali centri di produzione del vetro europei, tranne l'Italia, ne hanno prodotto alcuni ed era molto popolare in Australia.
Il vetro di carnevale ottiene la sua lucentezza iridescente dall'applicazione di sali metallici mentre il vetro è ancora caldo dalla pressatura. Un'ultima cottura del vetro esalta le proprietà iridescenti dei sali, conferendo al vetro di carnevale la distinta lucentezza per cui è noto.

## Storia
Il vetro di carnevale è nato come un bicchiere chiamato "Iridill", prodotto a partire dal 1908 dall'americana Fenton Art Glass Company. Iridill è stato ispirato dall'arte del vetro soffiato fine di produttori come Tiffany e Steuben, ma non ha venduto per via dei prezzi alti ed è stato successivamente scontato. Dopo questi ribassi, i pezzi di Iridill furono usati come premi di carnevale.
Iridill è diventato popolare e molto redditizio per Fenton, che ha prodotto molti tipi diversi di articoli in questa finitura, in oltre 150 modelli. Fenton ha mantenuto la sua posizione di più grande produttore ed è stato uno dei pochissimi produttori ad utilizzare una base di vetro di colore rosso per il suo bicchiere da carnevale. Dopo che l'interesse è diminuito alla fine degli anni '20, Fenton ha smesso di produrre vetro di carnevale per molti anni. In anni più recenti, a causa di una rinascita di interesse, Fenton ha ripreso la produzione di vetro di carnevale fino alla sua chiusura nel 2007.
La maggior parte del vetro da carnevale negli Stati Uniti è stata prodotta prima del 1925, con una produzione in netto declino dopo il 1931. Alcune produzioni importanti sono continuate al di fuori degli Stati Uniti durante gli anni della depressione dei primi anni '30, riducendosi a pochissime negli anni '40.
Spesso gli stessi stampi venivano utilizzati per produrre vetri colorati trasparenti, nonché versioni carnevalesche, in modo che i produttori potessero cambiare facilmente la produzione tra queste finiture in base alla domanda.

## Variazioni

### Colori
Il vetro di carnevale è stato realizzato in una vasta gamma di colori, sfumature, combinazioni di colori e varianti.; più di cinquanta sono stati formalmente classificati. Queste classificazioni non dipendono dalla visualizzazione dei colori della superficie, che può essere anche molto variegata, ma dai colori 'di base' del vetro prima dell'applicazione dei sali minerali iridescenti.
Per stabilire il colore di base si deve trovare un'area dell'oggetto che non ha sali minerali applicati, che di solito è la base, e tenere l'oggetto alla luce in modo tale da poter vedere attraverso quell'area. Questo di solito è abbastanza facile da fare, ma può essere ancora difficile per gli inesperti distinguere l'esatto colore di base tra le molte possibilità, poiché spesso ci sono solo sottili differenze, oltre a variazioni.
Le tonalità superficiali finali (post doping) variano anche in funzione della profondità del colore di base, nonché di eventuali trattamenti speciali e del tipo e quantità di sali utilizzati. Quest'ultima variabile ha causato variazioni significative, anche tra lotti di quello che avrebbe dovuto essere essenzialmente dello stesso colore o stile di colore. Ciò avveniva più frequentemente nella prima produzione, ma a tal punto che i collezionisti ora distinguono tra questi oggetti, descrivendo il grado di iridescenza che mostra.
Il colore più popolare per il vetro di carnevale è ora conosciuto dai collezionisti come "calendula" (marigold), sebbene quel nome non fosse in uso all'epoca. Marigold ha una base in vetro trasparente ed è il colore di carnevale più facilmente riconoscibile. I colori della superficie finale della calendula sono per lo più un brillante arancio-oro che vira forse al rame con piccole aree che mostrano riflessi arcobaleno o "chiaro d'olio". I punti salienti appaiono principalmente sulle creste nel motivo e variano in intensità a seconda della luce.
Il vetro di carnevale alla calendula è il colore più frequente, e in generale ha prezzi più bassi nel mercato dei collezionisti. Tuttavia, le varianti di calendula come quelle a base di "pietra di luna", un bianco traslucido, e "bicchiere di latte", una base bianca opaca, possono essere più ricercate. Altri colori di base includono: ametista (un viola rossastro), blu, verde, rosso e ambra. Questi colori di base sono poi ulteriormente delineati dall'ombra: combinazioni di colori come amberina, trattamenti speciali come 'opalescente' e infine trattamenti di luminescenza come quella emanata dal 'vetro vaselina' o 'vetro all'uranio' sotto luce ultravioletta (luce nera).

### Forme
Il vetro di carnevale è stato prodotto in un'ampia varietà di articoli, da quelli utilitaristici a quelli puramente decorativi. Anche all'interno di gruppi di articoli si possono riscontrare svariate forme con ulteriori variazioni di bordi e fondi, nonché diversi trattamenti della forma di base pur rimanendo malleabile fresca di stampo. Ad esempio, di tre oggetti provenienti dallo stesso stampo, uno potrebbe essere lasciato così com'è, un altro piegato verso l'interno e il terzo strombato verso l'esterno. Gli stili dei bordi variavano da semplici fino a includere volant dopo lo stampaggio, o crosta di torta, solcato o proiettile, come parte del modello di stampo.
Gli articoli di base prodotti includevano ciotole, piatti, vasi, brocche o brocche e bicchieri, ma furono realizzati anche molti altri articoli per la tavola più specializzati. Questi includevano grandi oggetti da centro tavola come jardinières e ciotole galleggianti, nonché oggetti utili più piccoli come piatti per il burro, vasi a gambo di sedano e servizi di ampolle. In numero minore e meno frequenti sono gli oggetti che hanno a che fare con l'illuminazione o associati al fumo e quelli progettati esclusivamente per l'esposizione come ornamenti come sculture figurative o statuette.

### Modelli

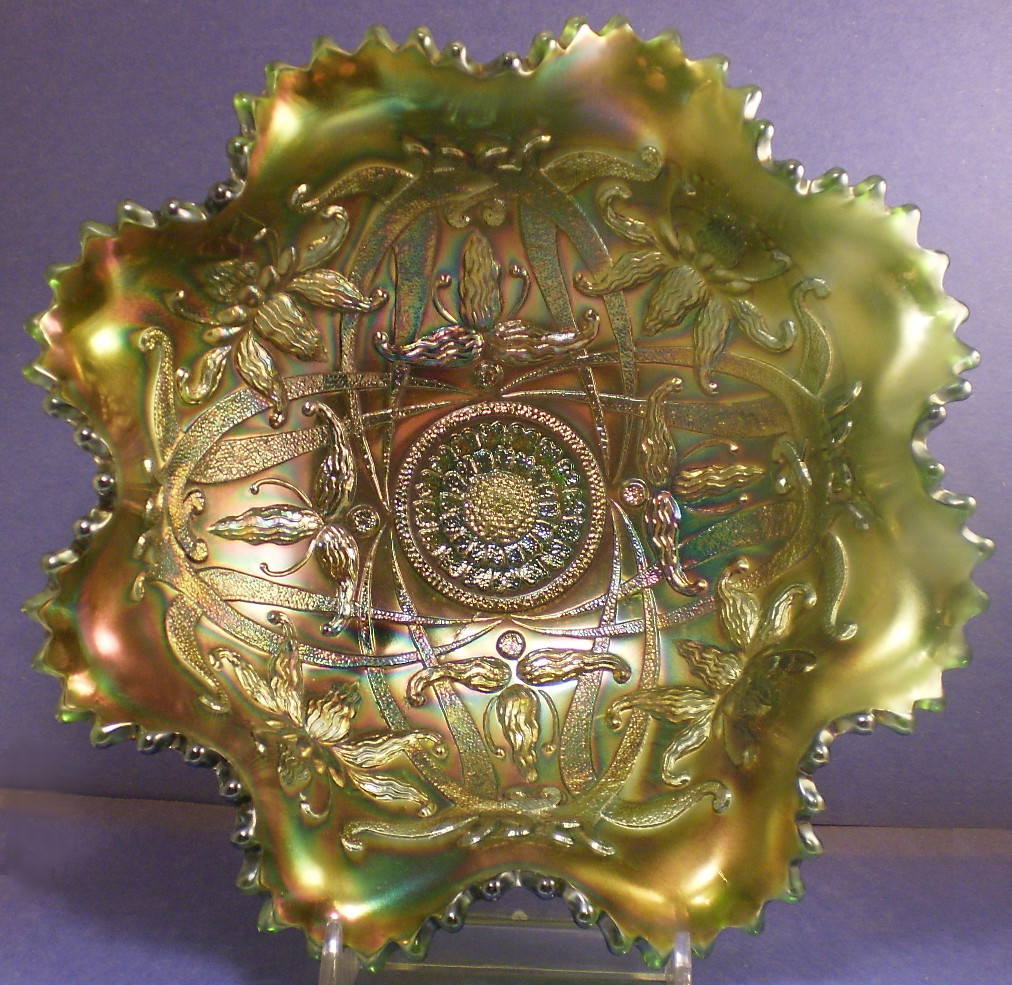
Esempio di una ciotola verde di Northwood Wishbone.

Il vetro di carnevale è stato prodotto in grandi quantità negli Stati Uniti dalle società Fenton, Northwood, Imperial, Millersburg, Westmoreland, Dugan/Diamond, Cambridge e U.S. Glass, nonché da molti produttori più piccoli. La concorrenza divenne così agguerrita che venivano continuamente sviluppati nuovi modelli, quindi ogni azienda finiva per creare un'ampia gamma di modelli della maggior parte dei tipi che si sommavano a una panoplia di scelta. Vendendo pezzi campione agli operatori delle fiere di carnevale, si sperava che un vincitore avrebbe poi acquistato altri articoli con lo stesso modello o con uno schema simile. Anche i blancs in vetro pressato venivano introdotti e iridati da terzi.
Diversi modelli di vetro di carnevale altamente distintivi sono stati progettati e realizzati da produttori non statunitensi, in particolare da Crown Crystal of Australia, ora famosa per la loro rappresentazione della fauna e della flora distintive di quel continente nel loro vetro. Sowerby (Inghilterra) è noto per l'uso di pezzi figurativi di cigno, gallina e delfino in finitura carnevale, nonché pezzi che hanno parti figurative come gambe figurate di uccelli. Della loro produzione non figurale, i modelli "Scudo africano", "King James" e "Drape" facilmente riconoscibili fornivano una buona tela per i colori scintillanti del carnevale.
La produzione tedesca del vetro di carnevale è stata dominata dalla vetreria Brockwitz, con motivi prevalentemente geometrici che prendono spunto dal vetro tagliato. Altri importanti produttori europei includevano Inwald (Cecoslovacchia), Eda glasbruk (Svezia) e Riihimäki (Finlandia). Questi di nuovo hanno prodotto stili di vetro tagliato e geometrie semplici con alcuni motivi floreali. Tuttavia, i modelli più caratteristici dell'Europa continentale sono probabilmente le "Arti classiche" e la "Regina egiziana" dallo stile simile, prodotte dalle opere ceche di Rindskopf, che sfoggiano bande macchiate di figure su una forma geometrica molto semplice in una calendula molto uniforme.
In altre parti del mondo le più note sono le Cristalerias Rigolleau argentine per i loro portacenere innovativi e altamente caratteristici e le Cristalerias Piccardo per il loro vaso "Jewelled Peacock Tail" altamente desiderabile. Infine, non dovrebbe passare inosservata la Indian Jain company, nota per le sue caratteristiche sezioni figurative di elefanti, pesci e mani incorporate nel corpo di vasi a forma di tromba e per i loro altamente complessi vasi della dea.

## Mercato del collezionismo
Il vetro di carnevale è altamente collezionabile. I prezzi variano ampiamente, con alcuni pezzi che valgono molto poco, mentre altri oggetti rari valgono migliaia di dollari. Esempi di vetri di carnevale possono essere facilmente trovati nei negozi di antiquariato e su eBay.
L'identificazione del vetro di carnevale è spesso difficile. Molti produttori non hanno incluso il marchio del produttore sul loro prodotto, e alcuni lo hanno fatto solo per una parte del tempo in cui hanno prodotto il vetro. L'identificazione del vetro di carnevale implica l'abbinamento di modelli, colori, lucentezza, bordi, spessore e altri fattori dai cataloghi commerciali del vecchio produttore, da altri esempi noti o da altro materiale di riferimento. Poiché molti produttori hanno prodotto copie ravvicinate dei modelli popolari dei loro rivali, l'identificazione del vetro di carnevale può essere difficile anche per un esperto.